# Paketresa
Paketresa är ett arrangemang där flera av de komponenter som hör till en resa, framför allt transport och inkvartering, ingår och som säljs till ett totalpris.
I Sverige finns bestämmelser om paketresor bland annat i lagen (1992:1672) om paketresor. Med paketresa avses i lagen ett arrangemang som har utformats av researrangören i förväg, alltså innan arrangören och resenären har träffat något avtal. En sådan paketresa  
- består av transport och inkvartering eller någon av dessa tjänster i kombination med någon turisttjänst som utgör en inte oväsentlig del av arrangemanget och som inte är direkt knuten till transport eller inkvartering,

- varar mer än 24 timmar eller inbegriper övernattning samt

- säljs eller marknadsförs för ett gemensamt pris eller för skilda priser som är knutna till varandra.[1]

Paketresor omfattas av den statliga resegarantin.